# Lokajcie
Lokajcie (lit. Lekėčiai) – miasteczko na Litwie w okręgu mariampolskim w rejonie Szaki, położone ok. 30 km na wschód od Szaków, siedziba starostwa Lokajcie. Zlokalizowane przy drodze Szaki-Kowno nad rzeką Leką, dopływem Niemenu. Znajduje się tu poczta, kościół parafialny św. Kazimierza i szkoła. W sąsiedztwie miasteczka znajduje się wieś o tej samej nazwie.
Dekretem prezydenta Republiki Litewskiej od 1999 roku posiada własny herb.